# Землекористування
Землекористування — поняття, яке має декілька значень і використовується, як іменник та дієслово.

## Словотворення в українській мові
Утворене від слів «земля» та «користування».
Землекористування (іменник):
— назва предмету правового явища, як системи користування землею, регламентовану законодавством для суб'єктів земельного права;
— земельний масив, сукупність земельних ділянок, території (частини Земної поверхні) які мають відношення до розпорядників, власників, користувачів, набувачів права.
В законодавстві відсутнє однозначне визначення, а в наукових виданнях та словниках має різні визначення.
Землекористування (дієслово):
— називає процес, дію, або стан у якому перебуває об'єкт (предмет);
— користування земельними ресурсами чи земельною ділянкою;
— використання властивостей земельної ділянки чи земельних ділянок.

## Визначення поняття
Поняття землекористування містить ознаки:
назви — термін закріплений за об'єктом, що має відношення до суб'єкта земельних відносин;
змісту — сукупність ознак, властива нерухомому майну (неможливо переміщувати у просторі);
кількісного показника (об'єму) — території, земельного ресурсу, земельних ділянок.
Термін «землекористування» може мати дві форми: загальну та конкретну (відповідно до масштабу економічного процесу чи явища)
- Загальне землекористування – це безперервний процес використання індивідом, суспільством чи живими організмами земельних ресурсів як базової природної матерії та їх інтегральних корисних властивостей (функцій) з метою свого життєзабезпечення й реалізації приватних і суспільних намірів та цілей.[1]
- Національне землекористуванням – це процес використання соціально-етнічною спільністю (народом) земельних ресурсів з метою сталого його розвитку та добробуту у межах певної країни.[1]
- Регіональне землекористування – це процес використання базовим суб’єктом місцевого самоврядування (громадою) земельних ресурсів із метою сталого розвитку та забезпечення добробуту мешканців громади та держави в цілому.[1]
- Місцеве землекористування – використання земельного ресурсу у формі земельної ділянки, що має встановлені межі, правовий, економічний, екологічний та інституціональний статус встановлений відповідно до державного землеустрою[1]

У повсякденному використанні термін є ніби достатньо зрозумілим, але не в правознавстві, не в економічній науці.
Так землекористування містить ознаки поняття «земельна ділянка», але має ширше поняття ніж визначення терміна у ст.79 Земельного кодексу України. Так землекористування в сільському господарстві містить сукупність земельних ділянок, які перебувають на правах власності та правах оренди. В сільських населених пунктах під землекористуванням розуміють домоволодіння з присадибною ділянкою (ділянка «для будівництва і обслуговування житлового будинку, господарських споруд» та ділянка «для ведення особистого селянського господарства»).
Землекористування – це процес використання людиною (суспільством) інтегрального потенціалу території, який включає всі ресурси на відповідній ділянці геопростору, є складовою частиною суспільно-територіального комплексу регіонального рівня і веде до ускладнення його структури, що знаходить своє проявлення у процесі регулювання земельних відносин [ Третяк А.М., Другак В.М. Наукові основи економіки землекористування та землевпорядкування. - К.: ЦЗРУ, 2003. - 337 с.;  Третяк А.М. Економіка землекористування та землевпорядкування: [навч. посіб]. К., 2004. 542 с.].
Поняття землекористування базується на: 1) визначенні земельних ресурсів в рамках єдиного земельного фонду як співвідношення просторової та правової частин; 2) погляді на земельні ресурси як на об’єкт права та об’єкт економічних, екологічних, містобудівних, сільськогосподарських та інших земельних відносин; 3) розкритті землекористування як процесу використання людиною інтегрального потенціалу природного ресурсу в межах відповідного суспільно-територіального комплексу [Другак В.М. Економіка сільськогосподарського землекористування: теорія, методологія та практика: [дис. на здоб. наук. ст. докт. екон. наук: 08.00.06]. К., 2010. 461 с.].
Землекористування – це інтегрована система, що включає: 1) частину єдиного земельного фонду (земельна територія, земельна ділянка та права на них), надану державою або набуту у власність чи оренду окремим володільцем або користувачем для господарської чи іншої мети, межі якої визначені на місцевості; 2) земельний об’єкт права, об’єкт економічних, екологічних, містобудівних, сільськогосподарських та інших земельних відносин, на який землекористувачеві виданий документ, що посвідчує право на землю з установленими межами, площею, складом угідь, майнових об’єктів і за потреби з геодезичними координатами межових знаків, визначених у натурі; 3) використання людиною (суспільством) інтегрального потенціалу природної території, яка включає всі ресурси на відповідній ділянці геопростору, є складовою суспільно-територіального комплексу різних ієрархічних рівнів земельного устрою і веде до ускладнення його структури, що знаходить своє відображення у процесі регулювання суспільних, земельних, екологічних та інших відносин [ Другак В.М. Економіка сільськогосподарського землекористування: теорія, методологія та практика: [дис. на здоб. наук. ст. докт. екон. наук: 08.00.06]. К., 2010. 461 с.; Третяк А.М. Екологія землекористування: теоретико-методологічні основи формування та адміністрування. Монографія. Херсон: Грінь Д.С., 2012 - 440 с.].
Землекористування – це: 1) користування землею в установленому законом порядку (земельна ділянка); 2) частина єдиного земельного фонду, що надана державою або набута у власність чи оренду окремим користувачем для господарської або іншої мети, обмежена на місцевості; 3) об’єкт права, об’єкт економічних, екологічних, містобудівних, сільськогосподарських та інших земельних відносин, на який землекористувачу виданий документ, що посвідчує право на землю з визначеними межами, площею, складом угідь, майнових об’єктів та за необхідністю з геодезичними координатами межових знаків, що визначені в натурі [Другак В.М. Економіка сільськогосподарського землекористування: теорія, методологія та практика: [дис. на здоб. наук. ст. докт. екон. наук: 08.00.06]. К., 2010. 461 с.].
Так тлумачні словники містять наступні визначення:
Застарілий термін. ЗЕМЛЕКОРИСТУВАННЯ [Архівовано 2 лютого 2017 у Wayback Machine.], я, сер. Порядок, умови і форми користування землею, яка належить державі, колективам або окремим особам. В результаті розширення феодального господарства площа селянського землекористування зменшувалася (Історія УРСР, I, 1953, 129); Приватне землекористування кінець кінцем переходить у приватне землеволодіння, і земля стає головним багатством (Нариси стародавньої історії УРСР, 1957, 376). Словник української мови: в 11 томах. — Том 3, 1972. — Стор. 556.

## Визначення словосполучення
Стале землекористування — використання земель, що визначається тривалим користуванням земельною ділянкою без зміни її цільового  призначення, погіршення її якісних характеристик та забезпечує оптимальні параметри екологічних і соціально-економічних функцій територій; {Абзац дванадцятий статті 1 в редакції Закону України «Про землеустрій» [Архівовано 24 листопада 2021 у Wayback Machine.] № 497-VIII  від 02.06.2015}
Сільськогосподарське землекористування —
Промислове землекористування - це процес використання земель, що забезпечують оптимальні параметри екологічних і соціально-економічних функцій територій видобування (користування) надр шляхом: отримання договорів, прав, обмежень у власників земельних ділянок; отримання висновку з оцінки впливу на довкілля; отримання дозволів від розпорядників та інспекцій державної системи.
Природоохоронне землекористування — це об'єкт економічних, екологічних, та інших земельних відносин що регулюється законодавством для створення природоохоронного режиму використання земельних ресурсів (наприклад: національний природний парк, біосферний заповідник); це територіальний комплекс оптимальних взаємозв'язків ґрунту, організмів і атмосфери через склад і структуру угідь, структуруорганізації і методів використання права.
Ефективне (доцільне) землекористування
Землекористування с/г призначення — об'єкт господарської діяльності конкретної фізичної (юридичної) особи, що становить собою земельну площу з визначеними межами і правовим режимом.
Система землекористування — це система що передбачає виробничий (корисний, ефективний), дозволений, відтворювальний і природоохоронний аспекти (раціонального) користування обмеженими ресурсими. Через обмеженість земель та інших природних ресурсів виникає постійна потреба оптимізації їх використання просторового базису та основного засобу виробництва.
Спосіб користування землею має велике значення не тільки у відношенні розвитку сільськогосподарської економіки в країні, але і в соціальному сенсі. З одного боку, сума продуктів, вироблених кожною господарською одиницею, має тенденцію збільшуватися по мірі того, як зростає зацікавленість хлібороба в результатах його праці, з іншого — від пануючого типу землекористування в країні залежить і розподіл у ній доходів від землеробства між різними класами суспільства.
Раціональне землекористування сільськогосподарського підприємства це земельна ділянка або масив які надані йому у володіння, постійне користування або оренду, природні і економічні умови, які забезпечують збалансоване й ефективне викоритання землі, трудових і матеріально-технічних ресурсів  [Другак В.М. Теоретичні та методичні основи економіки землекорисування. - К.: ЦЗРУ, 2004 - 129 с.; Третяк А.М. Економіка землекористування та землевпорядкування: [навч. посіб]. К.: ТОВ ЦЗРУ, 2004. - 542 с.].
Природоохоронне землекористування – це територіальний комплекс оптимальних взаємозв’язків ґрунту, організмів і атмосфери через склад і структуру угідь, систему організації і методів використання землі та інших природних ресурсів на різних правах власності як об’єкт права, об’єкт економічних, екологічних та інших земельних відносин визначеної частина єдиного земельного фонду України [Третяк В.М., Лобунько Ю.В. Поняття та сутність природоохоронного землекористування в умовах нових земельних відносин. Землевпорядний вісник. 2015. № 3. С. 29–33.].
Рекреаційне землекористування, яке функціонує в природокористуванні – це частина земної поверхні з визначеними межами у натурі (на місцевості), яку використовують на різних правах власності та користування як об’єкт земельних, екологічних, рекреаційних, містобудівних та інших відносин для рекреаційної діяльності. В прикладному аспекті поняття рекреаційного землекористування у сфері природокористування – це система форм і методів використання землі, що складається в країні згідно зі сформованими еколого-земельними відносинами та земельним устроєм під дією об’єктивних соціально-економічних чинників або запроваджена державою [Третяк А.М., Гребенник Г.В. Сутність та поняття економіки рекреаційного землекористування у сфері природокористування в умовах нових земельних відносин. Землеустрій, кадастр і моніторинг земель. 2014. № 1–2. С. 92–101.].
Екологія землекористування – це сфера наукової та управлінсько-виробничої діяльності, яка вивчає процеси взаємодії людини (суб’єктів землекористування) з довкіллям, закономірності розвитку і функціонування екологічних відносин у процесі організації використання і охорони земель, досліджує дію об’єктивних законів природи та суспільства, умов і факторів, що визначають ефективність та дієвість форм і, відповідно до них, методів використання земель, а також можливі межі і наслідки екологічних змін, спричинених процесами землекористування [Третяк А.М. Екологія землекористування: теоретико-методологічні основи формування та адміністрування. Монографія. Херсон: Грінь Д.С., 2012 - 440 с].
Екологізація землекористування – це послідовне впровадження нових форм, методів, техніки та технологій використання земель, виконання управлінських та інших рішень, які дають змогу підвищити ефективність використання земельних та інших природних ресурсів з одночасним збереженням природного середовища та його поліпшення на відповідних рівнях [Третяк А.М. Екологія землекористування: теоретико-методологічні основи формування та адміністрування. Монографія. Херсон: Грінь Д.С., 2012 - 440 с].

## Типи і види землекористування
Види права користування визначені в земельному законодавстві. Види постійного користування визначені Земельним кодексом для державних та комунальних підприємств, однак враховуючи, що в постійне користування отримували громадяни, Фермери (фізичні особи з ознаками юридичної особи), громадські об'єднання та юридичні особи (підприємства), де процес оподаткування відмінний згідно Податкового кодексу, можемо стверджувати, що види постійного користування залежать від суб'єкта земельних відносин - користувача ділянки. Типи землекористування можуть бути постійним або тимчасовим.
Пості́йне користува́ння землею — використання земельної ділянки без заздалегідь встановленого строку, розпорядження земельною ділянкою.